# Neerijnen

Neerijnen é um município e uma cidade dos Países Baixos, na província da Guéldria. Tem 11 638 habitantes (2005).